# Norborne Berkeley (4e baron Botetourt)
Norborne Berkeley, 4e baron Botetourt (c. 1717 - 15 octobre 1770), est un courtisan britannique, député et gouverneur royal de la colonie de Virginie de 1768 jusqu'à sa mort en 1770.

## Biographie
Il est né vers 1717, fils unique de John Symes Berkeley de Stoke Gifford, Gloucestershire, de sa deuxième épouse Elizabeth, fille et héritière de Walter Norborne de Calne, Wiltshire et veuve d'Edward Devereux, 8e vicomte Hereford. Les Berkeley de Stoke Gifford sont issus de Maurice de Berkeley (décédé en 1347), qui a acquis le manoir de Stoke Gifford en 1337, deuxième fils de Maurice de Berkeley (2e baron Berkeley) (1271-1326). En 1726, Berkeley est admis à la Westminster School.
Il succède à son père à Stoke Park à Stoke Gifford en 1736 et transforme la maison (maintenant connue sous le nom de Dower House) et les jardins dans les années 1740 et 1750 avec l'aide du designer Thomas Wright de Durham.
Sa carrière politique commence en 1741 lorsqu'il est élu à la Chambre des communes en tant que chevalier du comté de Gloucestershire, poste qu'il occupe jusqu'en 1763. Considéré comme un fervent conservateur, la fortune de Berkeley est considérablement renforcée par l'avènement de George III en 1760, date à laquelle il est nommé Groom of the Bedchamber et en 1762 (jusqu'en 1766) Lord Lieutenant du Gloucestershire. En 1764, près de 400 ans après la disparition de son titre faute d’héritiers directs, il obtient le titre de baron Botetourt en tant que descendant direct de Maurice de Berkeley (décédé en 1361) et son épouse Catherine de Botetourt. Il siège donc à la Chambre des lords en tant que 4e baron Botetourt et, en 1767, est nommé lord de la chambre à coucher de George III et en 1768 gouverneur de Virginie.
Il meurt à Williamsburg le 15 octobre 1770 des suites d'une maladie de plusieurs semaines. Botetourt ne s'est jamais marié et ne laisse pas d'héritier direct,,,. Stoke Park passe à sa sœur Elizabeth, qui continue ses améliorations.